# Вилоу Спрингс (Илиноис)
Вилоу Спрингс (енгл. Willow Springs) град је у америчкој савезној држави Илиноис.

## Демографија
По попису из 2010. године број становника је 5.524, што је 497 (9,9%) становника више него 2000. године.
| Група             | 2000.         | 2010.         |
| Белци             | 4.542 (90,4%) | 4.794 (86,8%) |
| Афроамериканци    | 36 (0,7%)     | 56 (1,0%)     |
| Азијати           | 93 (1,9%)     | 146 (2,6%)    |
| Хиспаноамериканци | 254 (5,1%)    | 471 (8,5%)    |
| Укупно            | 5.027         | 5.524         |